# Moyosi chumota
Moyosi chumota là một loài nhện trong họ Linyphiidae.
Loài này thuộc chi Moyosi. Moyosi chumota được František Miller miêu tả năm 2007.